# موکاسین

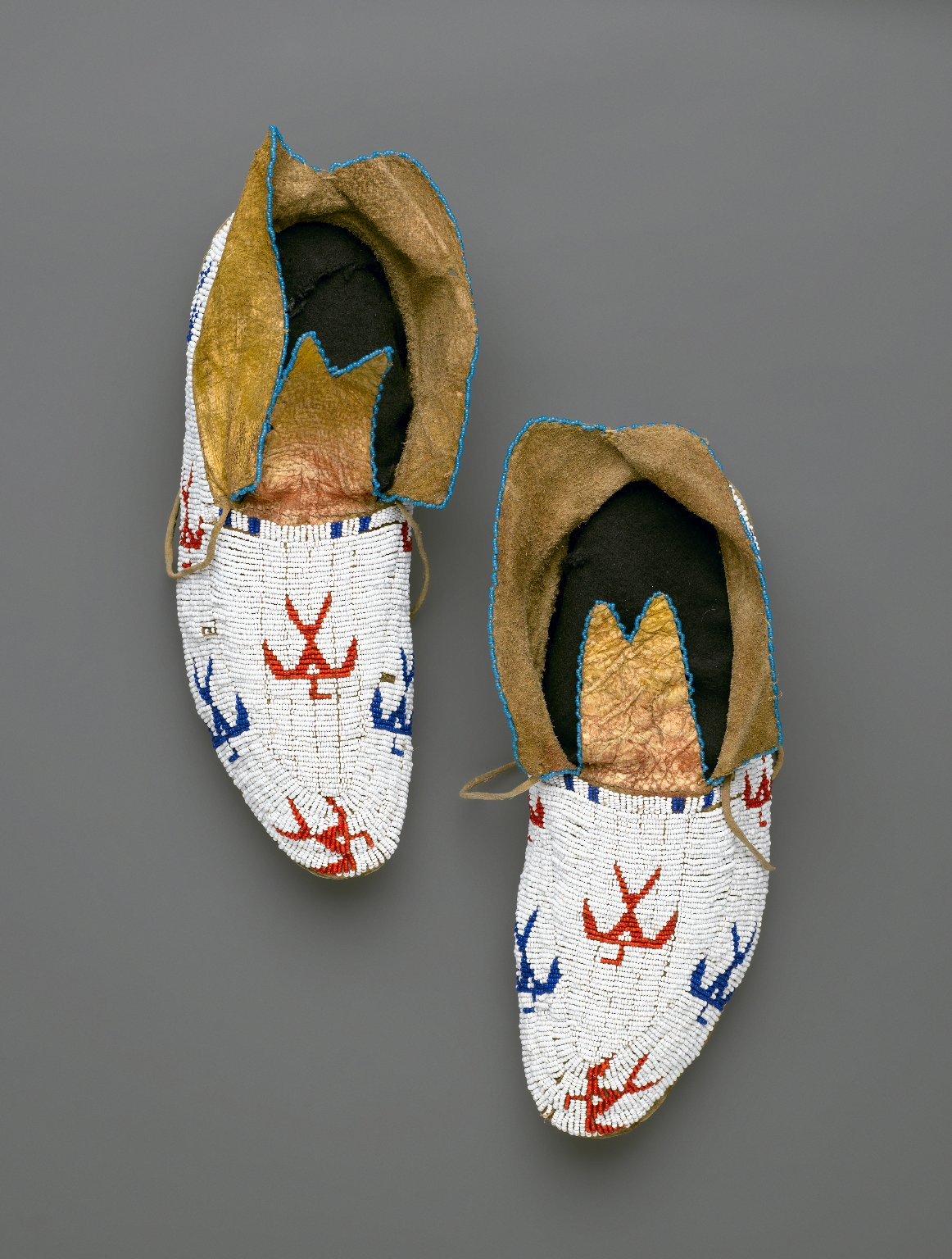
جفت موکاسین، اوسیج (بومیان آمریکا)، اوایل قرن بیستم، موزهٔ بروکلین

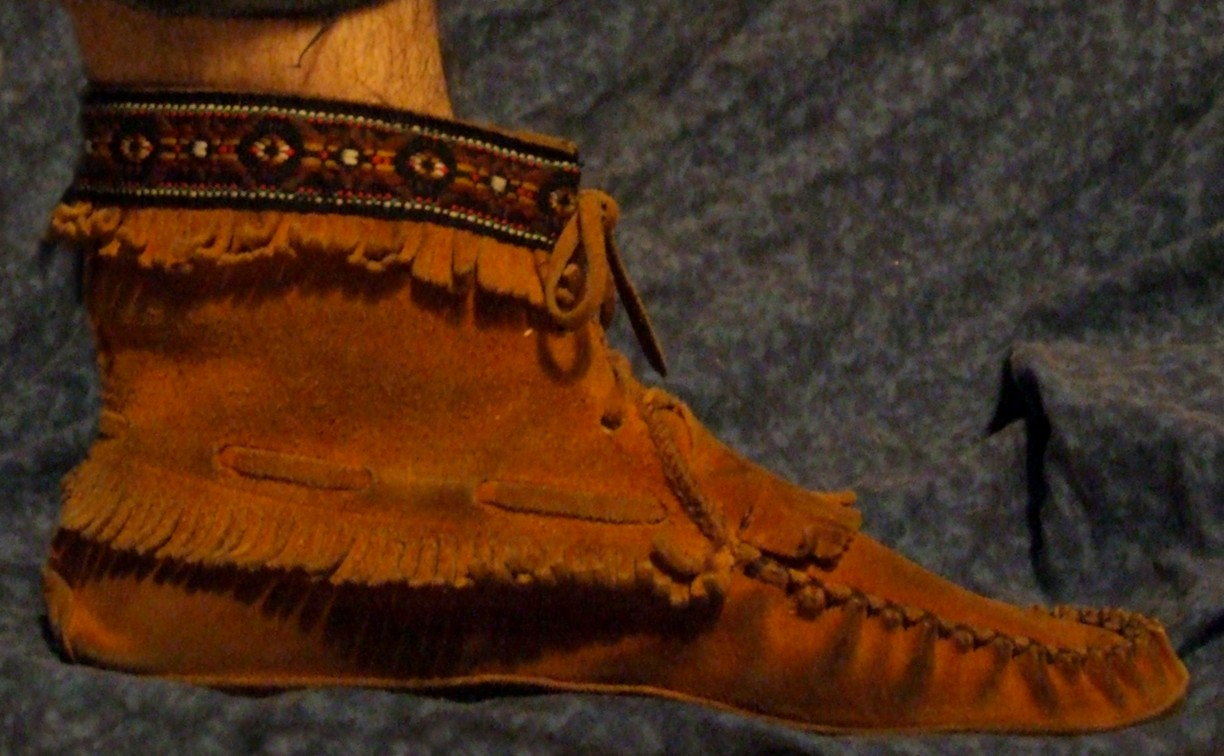
یک موکاسین با کفی نرم

موکاسین (به انگلیسی: Moccasin) کفشی است از پوست گوزن یا چرم نرم دیگر،[۱] که از یک زیره (با چرمی که «کار نشده» ساخته شده‌است) و دو طرف آن از یک تکه چرم ساخته شده‌است، که در بالا به هم دوخته شده و گاهی با یک رویه (قطعهٔ اضافی از چرم) است. زیرهٔ آن نرم و منعطف است و قسمت بالایی اغلب با گل‌دوزی یا منجوق آراسته شده‌است. اگرچه گاهی در داخل خانه پوشیده می‌شود، اما عمدتاً برای استفاده در فضای باز استفاده می‌شود. از نظر تاریخی، این کفشِ بسیاری از مردم بومی آمریکای شمالی است. علاوه بر این، شکارچیان، بازرگانان و مهاجران اروپایی آنها را می‌پوشیدند.

## ریشه‌شناسی
از نظر ریشه‌شناسی، موکاسین برگرفته از زبان‌های آلگانکی کلمهٔ پوهاتانی makasin (مربوط به ماساچوست mohkisson / mokussin، اوجیبوی makizin، میکماک mksɨn), و از کلمهٔ پروتو-آلگانکی maxkeseni (کفش) گرفته شده‌است.

## طراحی

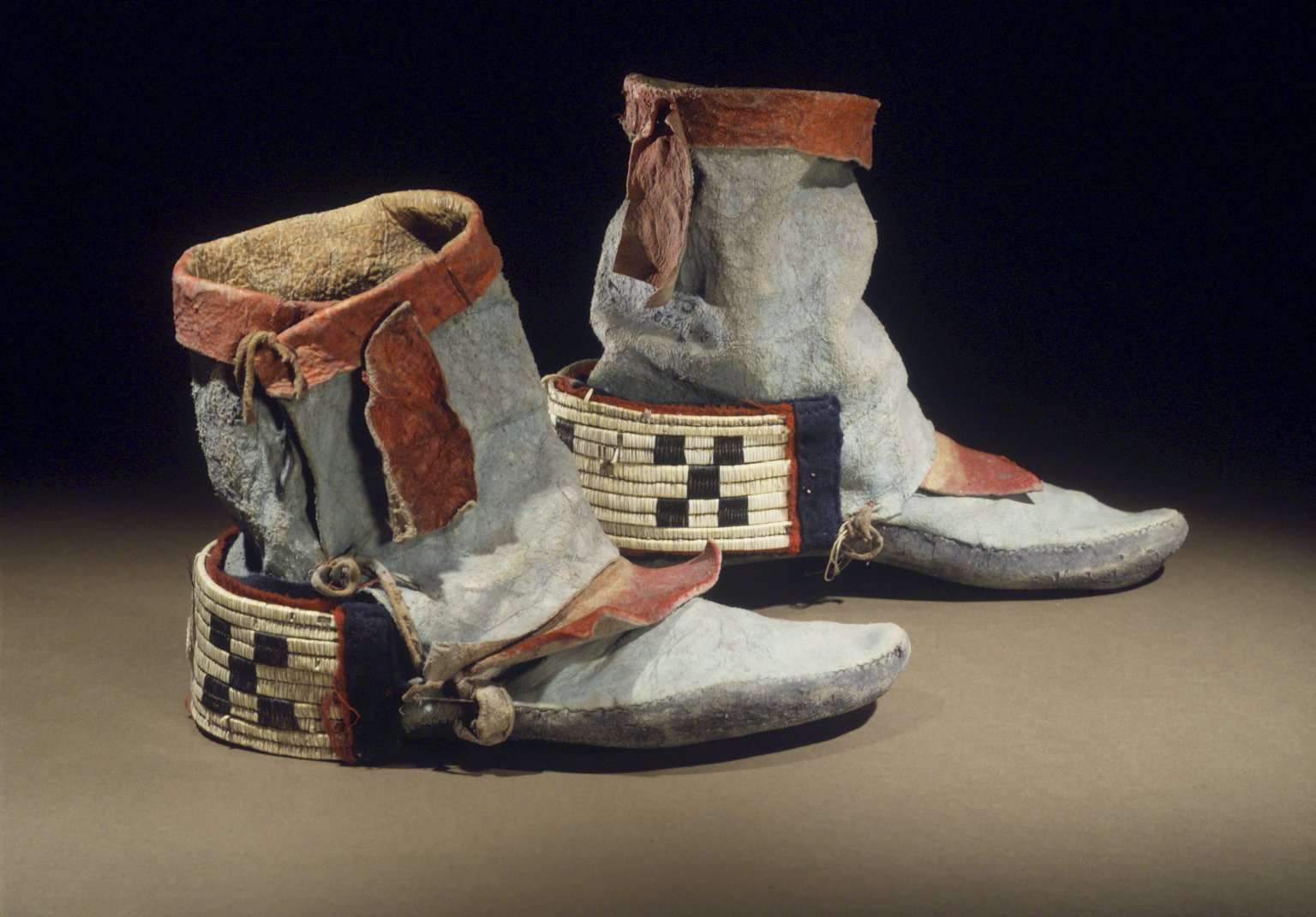
هوپی پوئبلو (بومی آمریکا)، کفش رقص، اواخر قرن ۱۹، موزه بروکلین
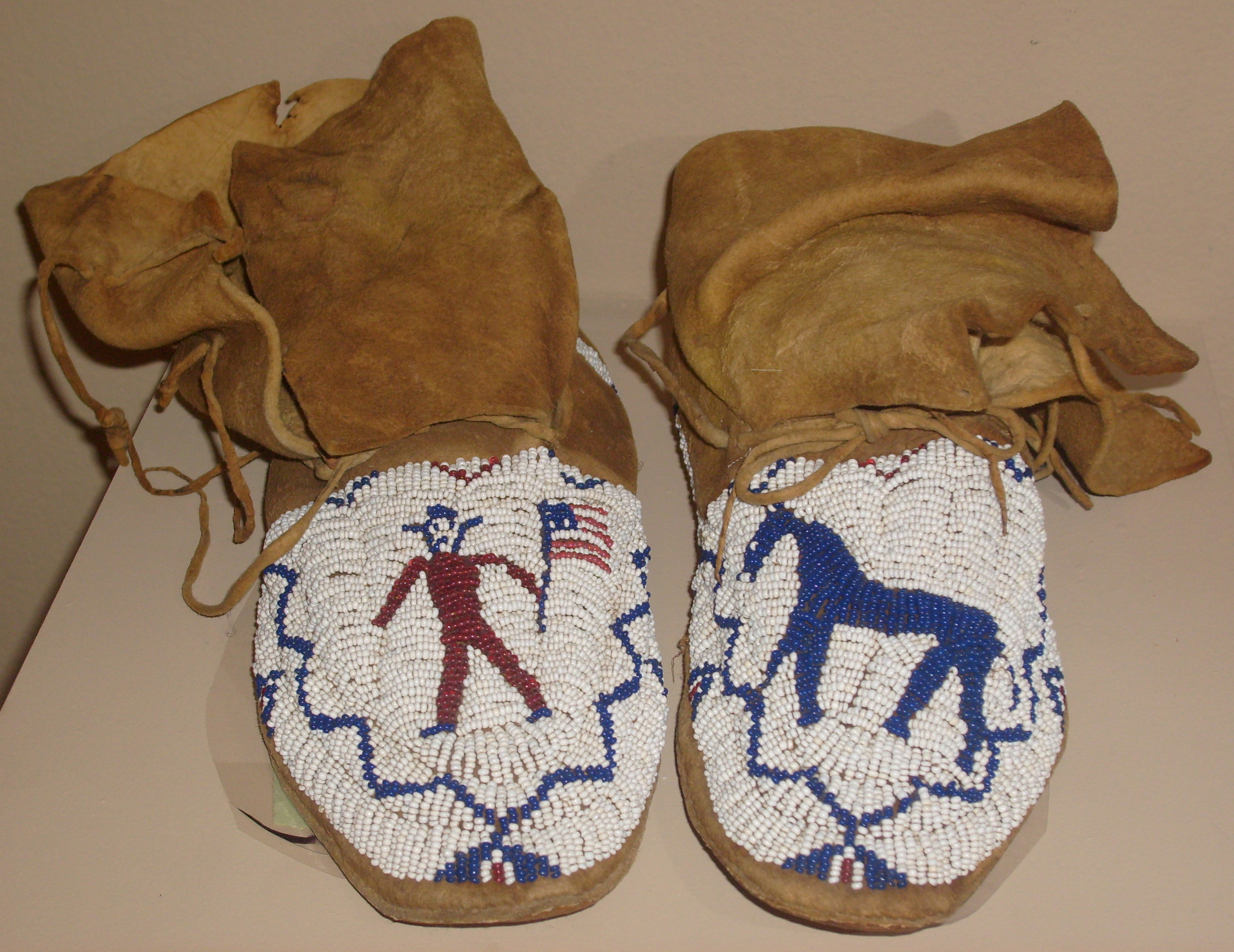
موکاسین‌های مهره‌دار اصل متعلق به املاک رئیس واشاکی، منطقهٔ ویند ریور (شوشونی)، وایومینگ، حدود ۱۹۰۰ میلادی
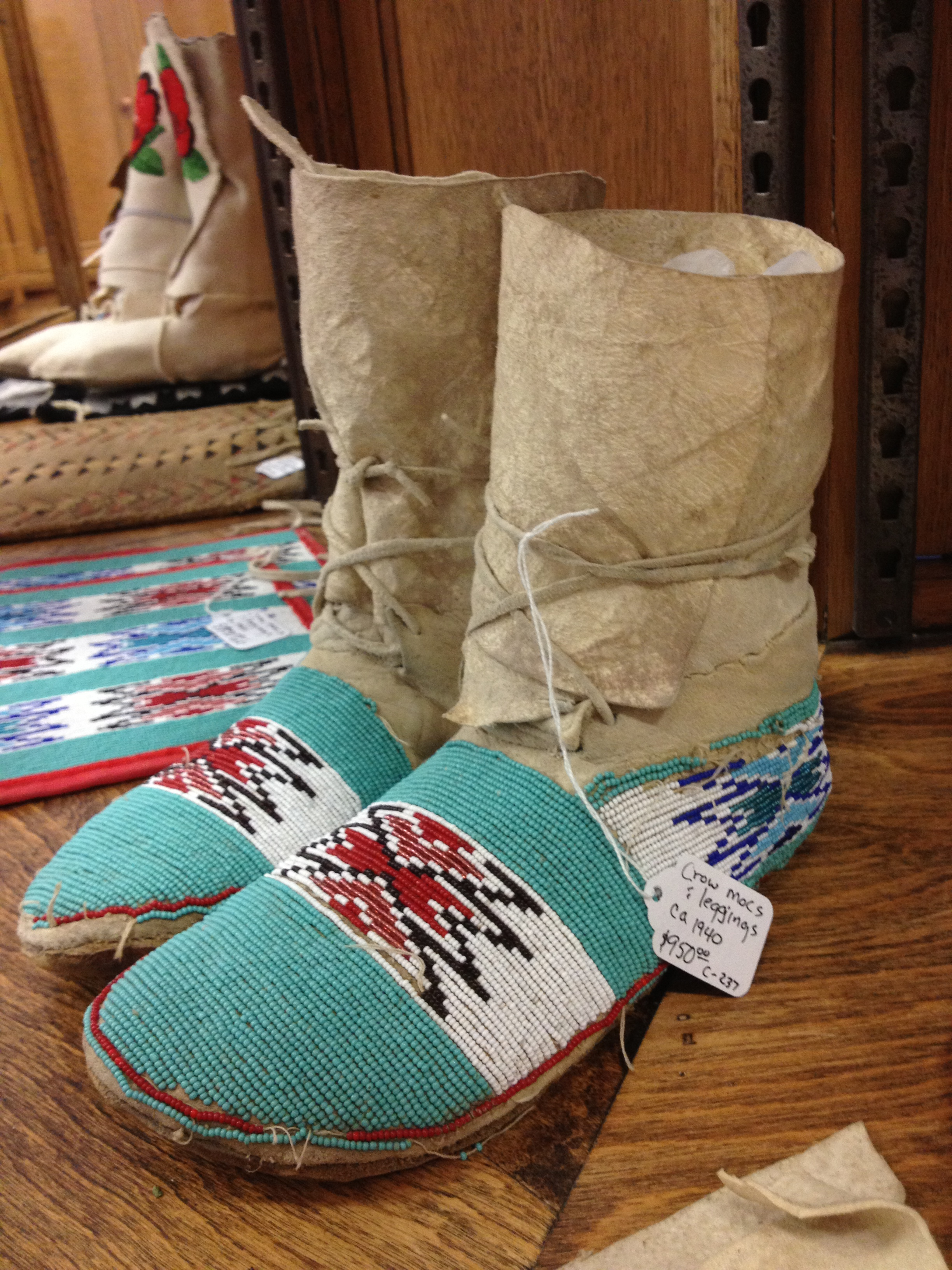
موکاسین کرو، حدود ۱۹۴۰ میلادی
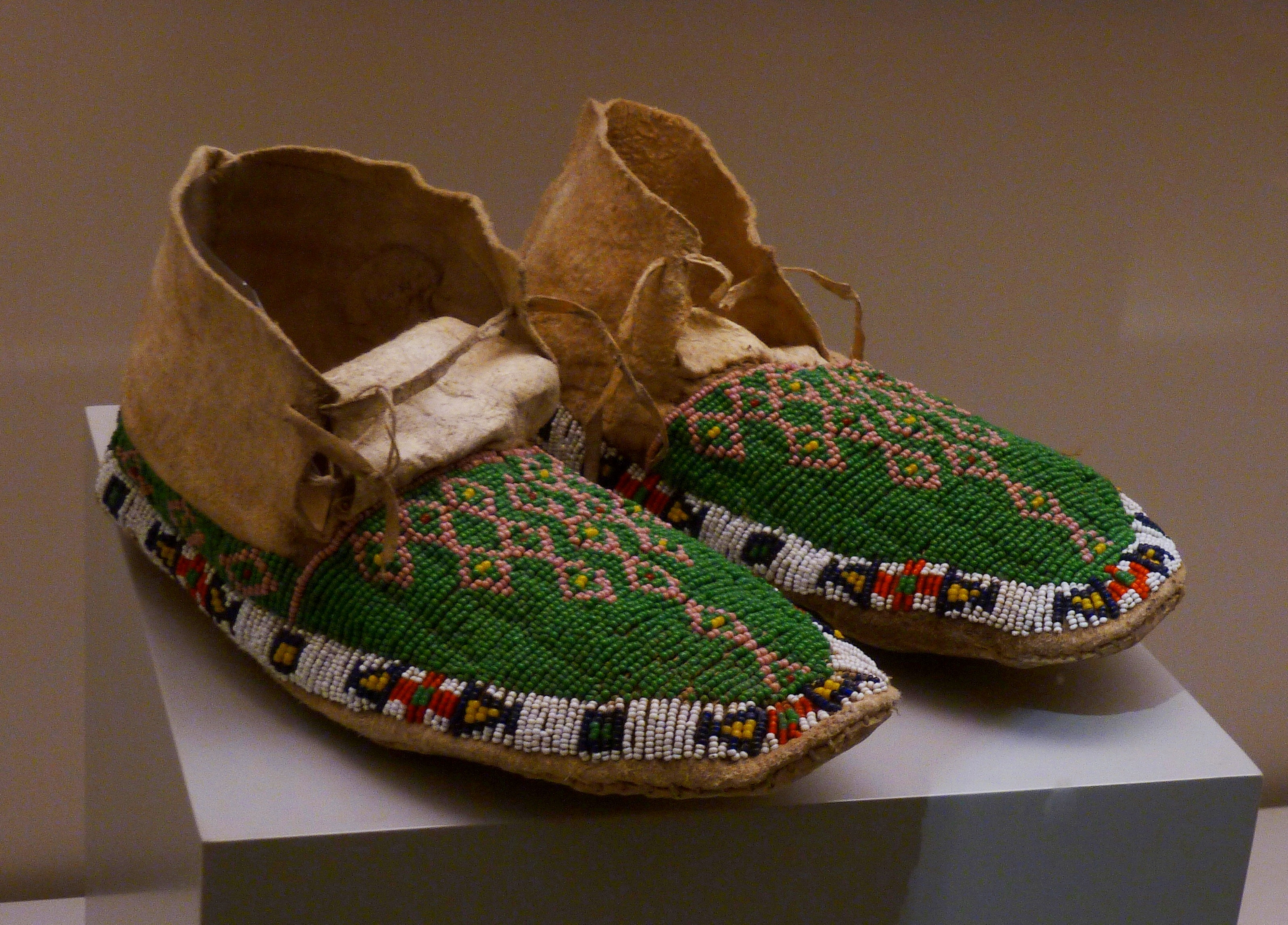
موکاسین‌های شای‌ان
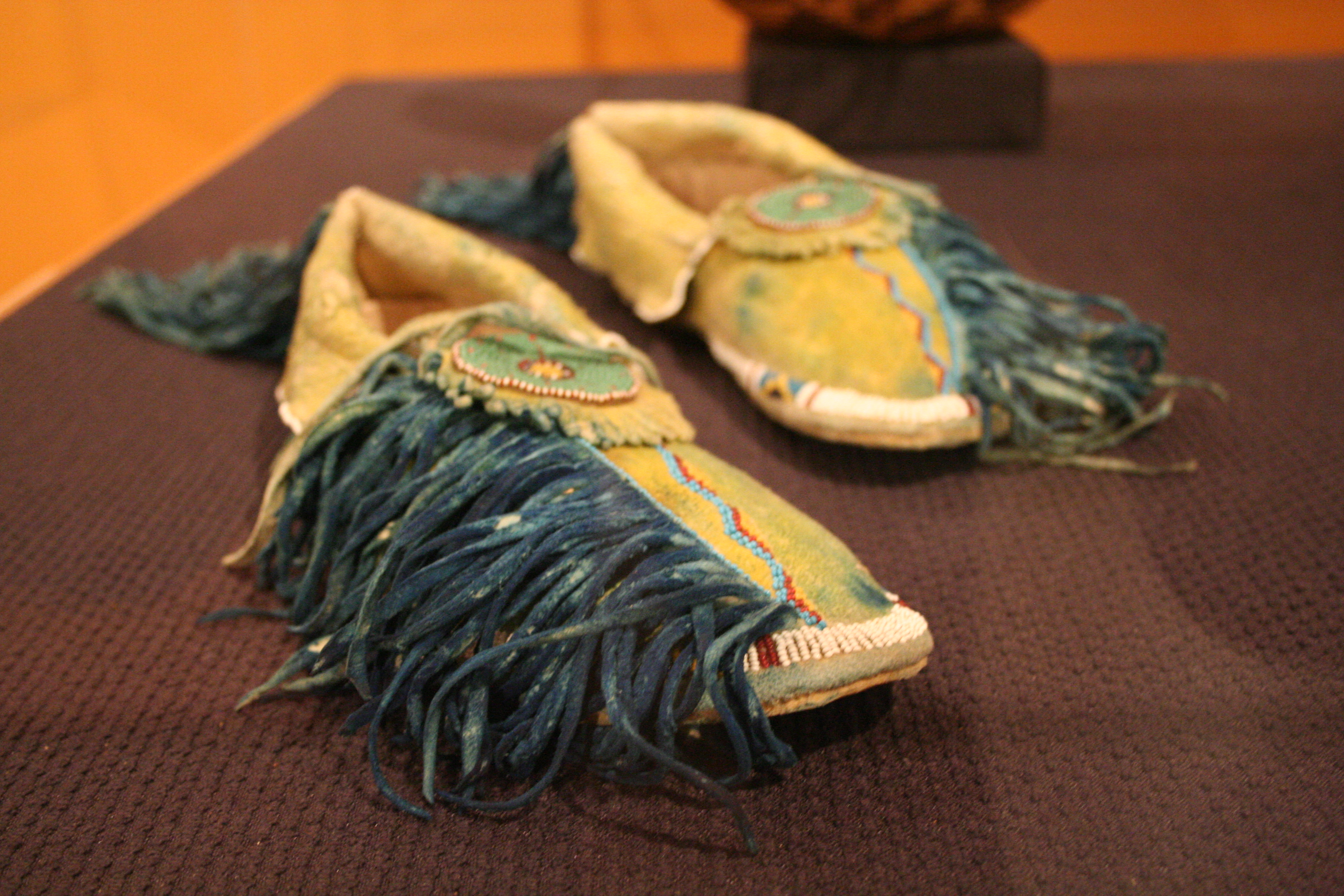
موکاسین‌های کایووا
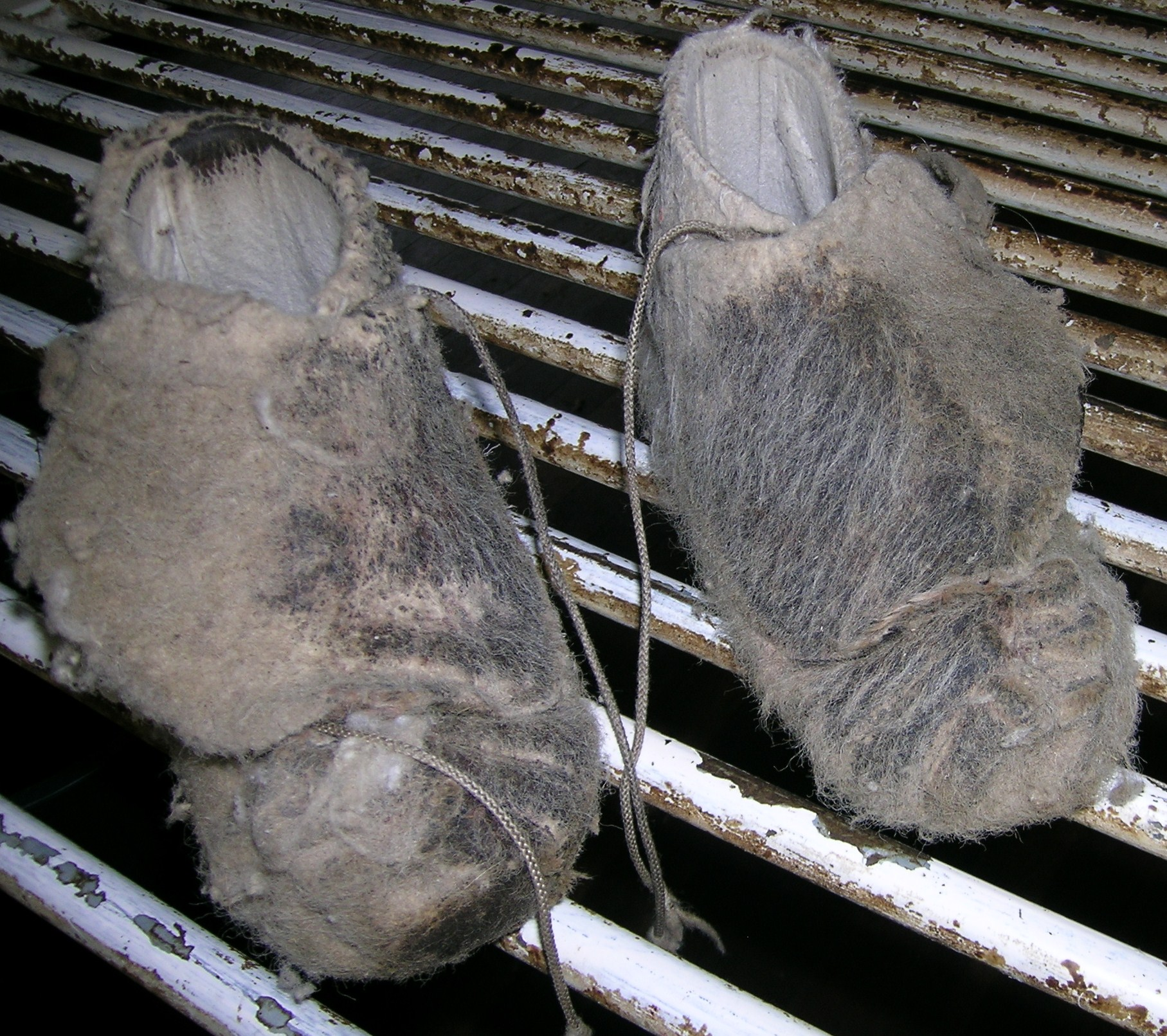
موکاسین‌های پشم‌چین بر روی میز نورد پشم

در دههٔ ۱۸۰۰ میلادی، موکاسین‌ها معمولاً بخشی از رگالیای کانادایی بودند، به عنوان مثال. یک کت و شلوار پاوواو رایج‌ترین سبک موکاسین هندی‌های دشتی است.
موکاسین‌ها از پا محافظت می‌کنند در حالی که به پوشنده اجازه می‌دهد زمین را احساس کند. سرخپوستان دشت‌ها، با توجه به اینکه جغرافیای سرزمینی آن‌ها دارای سنگ و کاکتوس بود، موکاسین‌هایی با کف سخت می‌پوشیدند. قبایل سرخپوستان شرقی برای راه رفتن در زمین جنگلی پوشیده از برگ، موکاسین‌هایی با کف نرم می‌پوشیدند.

## کاربردهای معاصر
در نیوزیلند و استرالیا، موکاسین‌های پشم‌چینِ گوسفندان از نمد مصنوعی و کرم رنگ، با درز پشتی ساخته شده و در بالای پنجه گرد و جمع می‌شود. این موکاسین‌ها در قسمت جلو بسته شده‌اند و بند آن که با سگکی در قسمت بیرونی کفش بسته می‌شود، با یک زبانهٔ آویخته پوشانده می‌شود. ترتیب بستن کفش از گیرکردن شانهٔ دستی قیچی در توری‌ها جلوگیری می‌کند. موکاسین پشم‌چین از پا محافظت می‌کند، کف چوبی را به خوبی می‌گیرد و عرق را جذب می‌کند.
کلمهٔ موکاسین همچنین می‌تواند نشان‌دهندهٔ کفشی از چرم گوزن باشد که با بند تزئین شده‌است.

### موکاسین سواری
موکاسین سواری (موک سواری) یک نسخهٔ معاصر از موکاسین سنتی بومیان آمریکا با اضافه کردن زبانه‌های لاستیکی در زیره است. افزودن زیرهٔ لاستیکی به تطبیق‌پذیری و طول عمر کفش می‌افزاید و در عین حال انعطاف‌پذیری و راحتی یک موکاسین سنتی را حفظ می‌کند. این‌ها برای افرادی اختراع شدند که می‌خواستند در حین سواری چنگش بیشتری داشته باشند. دو نوع زیره وجود دارد، از جمله:
- خال‌خال-لاستیکی - این‌ها پوشش یکنواختی از لایه‌های لاستیکی کوچک و گرد دارند.
- لایهٔ جدا شده - این‌ها دارای لایه‌های لاستیکی بزرگتر و مسطح هستند که فقط با نواحی کوچک از هم جدا شده‌اند.

### موکاسین چکمهٔ کار
موکاسین‌های چکمهٔ کار که معمولاً به عنوان «موک سرپنجه» (Moc Toe) شناخته می‌شوند، عموماً ترکیب شده با زیره‌های ترکیبی لاستیکی سخت هستند. موکاسین‌های چکمهٔ کار، به سبکی است که نشان‌دهندهٔ موکاسین بومی آمریکایی است. به‌طور معمول با دوخت دو تکه چرم یا پارچه، این الگو یک طرح U شکل در اطراف لایهٔ سرپنجهٔ کفش ایجاد می‌کند.